# Palacio del Marqués de Canillejas

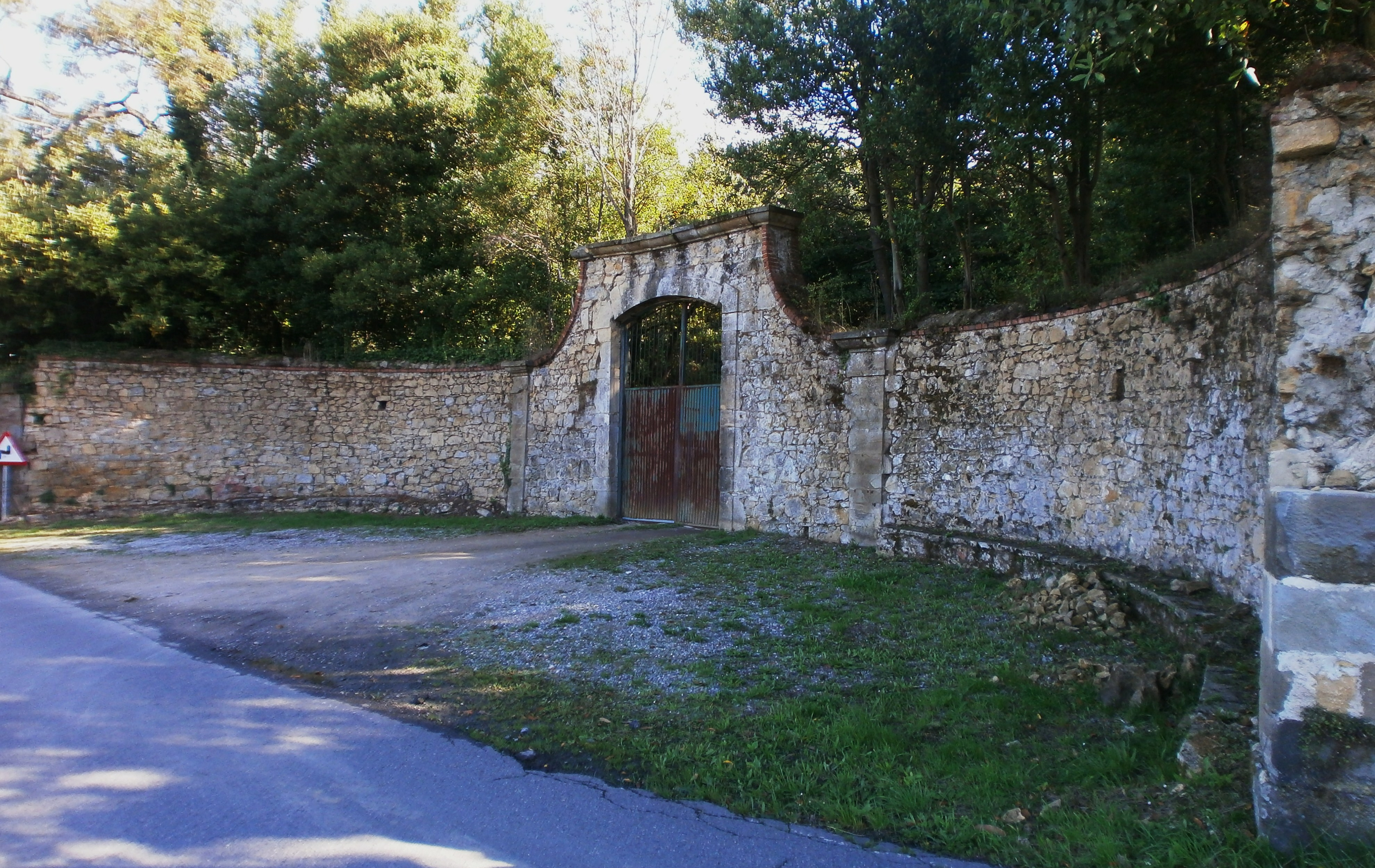
Puerta principal

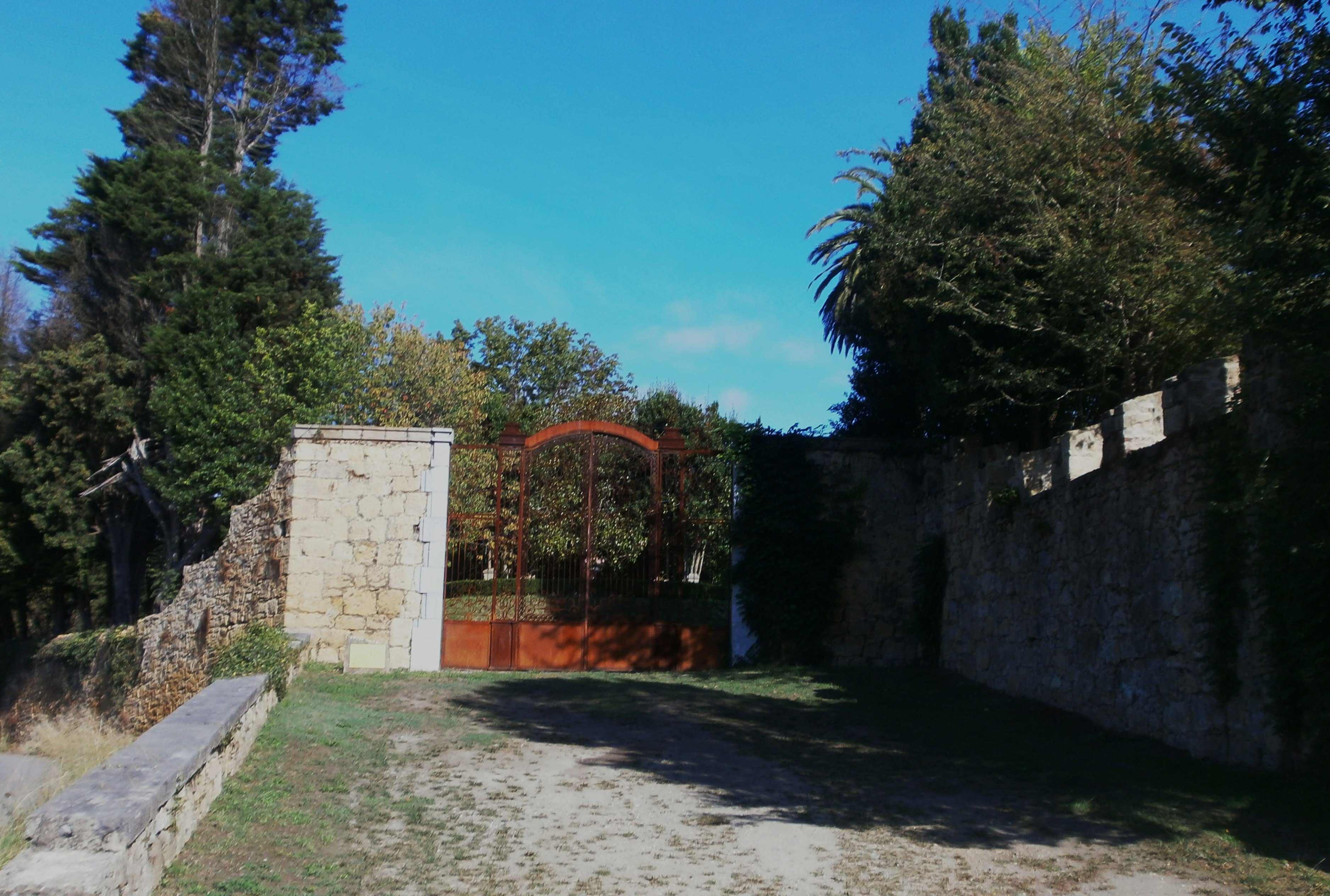
Entrada posterior

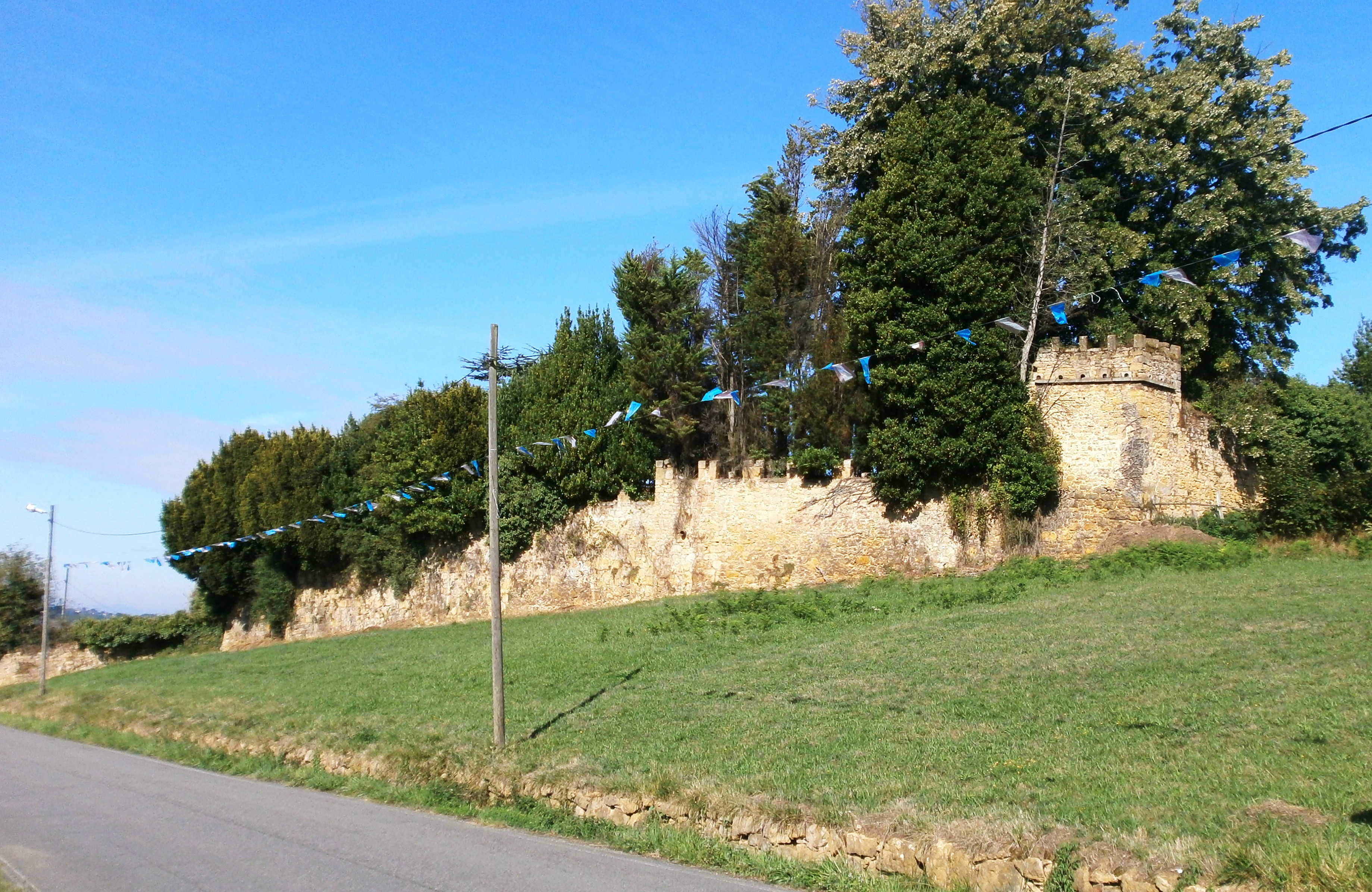
Vista de la muralla circundante

El palacio del Marqués de Canillejas, antiguo palacio o casa de los Carreño-Solís o de Carreño y conocido popularmente como palacio de Valdesoto, está situado en la parroquia de Valdesoto, en el concejo de Siero, área central del Principado de Asturias. Ubicado en una amplia finca que posee uno de los jardines históricos de mayor entidad de la región, fue construido en el siglo XVII y constituye un ejemplo destacado de la arquitectura palacial asturiana del estilo barroco desornamentado, contando el edificio con algunos añadidos y reformas datables en el siglo XIX.
El conjunto fue declarado Bien de Interés Cultural, con la categoría de Monumento, en el año 2006.

## Descripción
Destaca el jardín del palacio, delimitado por un muro acastillado de buenas dimensiones, con una superficie de 70.000 metros cuadrados, considerado uno de los mejores ejemplos de jardín clásico de Asturias (con sus parterres, ambulacro, galería de estatuas, escalinatas, balaustradas, cenador, columnas de piedra, plaza de azulejos esmaltados). Su diseño de tintes versallescos se debió a un autor francés de finales del siglo XIX.
El edificio tiene forma de bloque cerrado de estructura lisa y desornamentada con planta rectangular a dos alturas y aspecto compacto, únicamente roto en su alzado por la disposición de una estructura en forma de torre en la esquina de las fachadas norte y este. 
El centro de la construcción está abierto por medio de un patio con galerías soportadas por cuatro columnas toscanas. 
En la fachada Este, destaca una capilla de estilo neogótico adosada a la vivienda, a la que se accede desde el interior del edificio por medio de una tribuna. 
La superficie en planta del palacio es de alrededor de 400 metros cuadrados, teniendo sus lados algo más de 20 metros de longitud. 
Consta además de un conjunto de dependencias auxiliares de corte más popular que se alinean en torno a la fachada norte, compuesto por diversas edificaciones levantadas ex profeso en diferentes espacios: el pabellón, el invernadero, las jaulas para aves y para las fieras, el mirador, el palomar e incluso un complejo ingenio hidráulico y una panera de grandes dimensiones. 
El palacio de Valdesoto posee una interesantísima colección de muebles, pinturas, cerámicas y otros objetos decorativos que adornan su interior. Esta colección destaca por la gran calidad de sus elementos integrantes, que sin duda forman parte de la historia del edificio y de sus moradores, pertenecientes a un restringido sector social no bien representado en las colecciones públicas de Asturias.

## Historia
Se documenta una casa solar de los Carreño en este mismo lugar en el siglo XVII, probablemente renovada en el siglo siguiente y entre cuyos restos se sitúa una pequeña ventana con sogueado, colocada en el extremo de la fachada oeste, junto al ábside de la capilla. La construcción del palacio actual data del siglo XVIII, adscribiéndose a la corriente del Barroco desornamentado con algunos añadidos y reformas efectuadas de finales del siglo XIX que no ha afectado gravemente a la concepción original de la construcción. 
Francisco Carreño Miranda, regidor perpetuo de la ciudad de Oviedo, que falleció en Zamora en 1677, era dueño de la Casa de Carreño en Valdesoto y de la de Faes. Su hijo, el capitán Francisco Carreño y Estrada falleció en dicha casa en 1700. Su esposa Luisa de Peón y Vigil falleció en el mismo lugar en 1724. Una de sus hijas, Serafina, sería la abuela paterna de Gaspar Melchor de Jovellanos, quien se alojó allí en 1790 durante una de sus expediciones a las zonas mineras. Otra de ellas, María Teresa, se casó en Valdesoto en agosto de 1716 con el avilesino Fernando Carlos Miranda y Ribera.
Buena parte de los sucesivos Carreño nacerían o serían bautizados en Valdesoto. En el siglo XIX una de sus propietarias fue Ramona Carreño Solís (m. 1849), casada con Manuel Hilario Vereterra Rivero (m. 1854), marqués de Gastañaga y Deleitosa. Heredó el Palacio el hijo de ambos, Miguel de Vereterra y Carreño, casado con Amalia Lombán Ibáñez de Mondragón, heredándolo a su vez el hijo de estos, el diputado a Cortes y senador vitalicio Manuel Vereterra Lombán, fallecido en 1931 y viudo desde 1909 de quien antes había sido su cuñada, Isabel Armada Fernández de Córdoba, marquesa de Canillejas, grande de España e hija de los marqueses de San Esteban del Mar y condes de Revillagigedo.
El palacio de Valdesoto vivió con los marqueses de Canillejas una época de esplendor, acogiendo diversos actos sociales, fiestas y todo tipo de celebraciones familiares. Se afirma que fue visitado por el rey Alfonso XIII y asiduamente por su tía, la infanta Isabel de Borbón, conocida como La Chata. En 1924 sí recibió la visita del entonces Príncipe de Asturias, Alfonso de Borbón y Battenberg, motivo por el cual el suplemento del diario ABC dedicó varias páginas a describir e ilustrar el Palacio en su edición del 21 de septiembre.
A instancias del marqués viudo de Canillejas se construyó un panteón adosado a la iglesia parroquial de San Félix de Valdesoto, con entrada interior desde el crucero de la misma, donde está enterrada parte de su familia.
Una hija de los anteriores, Amalia Vereterra Armada, condesa de Villarea, heredó la casa y allí falleció el 7 de septiembre de 1976, pasando la propiedad a sus descendientes.